# Henry Royce
Frederick Henry Royce, 1st Baronet, OBE, född 27 mars 1863 i Alwalton, Cambridgeshire, död 22 april 1933 i West Wittering, West Sussex, var en brittisk ingenjör som grundade Royce Ltd. 1884 för att tillverka mekaniska och elektriska maskiner. Tillsammans med Charles Stewart Rolls grundade han Rolls-Royce 1906. Han är känd för sin konstruktion av bil- och flygplansmotorer med rykte om hög tillförlitlighet och lång livslängd.

## Biografi
Royce var yngste son till James och Mary Royce (född King). Hans far drev en hyrd mjölfabrik, men verksamheten misslyckades och familjen flyttade till London. Hans far dog 1872 och Royce var tvungen att börja arbeta med att sälja tidningar och leverera telegram efter bara ett års formell skolgång.
År 1878 började han en lärlingsutbildning hos Great Northern Railway Company vid dess arbeten i Peterborough tack vare ekonomisk hjälp av en moster. Efter tre år tog pengarna slut och efter en kort tid på ett verktygsföretag i Leeds återvände han till London och började arbeta vid Electric Light and Power Company. Han flyttade till deras kontor i Liverpool 1882 och arbetade med gatu- och teaterbelysning.
År 1884 gick han med 20 pund av besparingar in i ett partnerskap med Ernest Claremont, en vän som bidrog med 50 pund, och de startade ett företag som tillverkade elektrisk armatur för hushållsbruk i en verkstad i Cooke Street, Hulme, Manchester, under namnet F. H. Royce and Company. År 1894 började de tillverka generatorer och elektriska kranar och F. H. Royce & Company registrerades som aktiebolag. Företaget omregistrerades 1899 som Royce Ltd och ytterligare en fabrik öppnades i Trafford Park, Manchester.
Henry Royce gifte sig med Minnie Punt 1893 och de flyttade hem tillsammans in i Chorlton-cum-Hardy, Manchester, och fick sällskap av hans mor, som bodde i närheten fram till sin död 1904, och Minnies brorsdotter Violet. Royces flyttade till ett nybyggt hus i Knutsford, Cheshire 1898. Paret separerade 1912.
Royce, som levde med mottot "Whatever is rightly done, however humble, is noble", tilldelades OBEEN 1918, och blev baronet, av Seaton i County of Rutland, 1930 för hans service till brittiskt flyg. Han hade inga barn och baronetskapet utslocknad vid hans död.

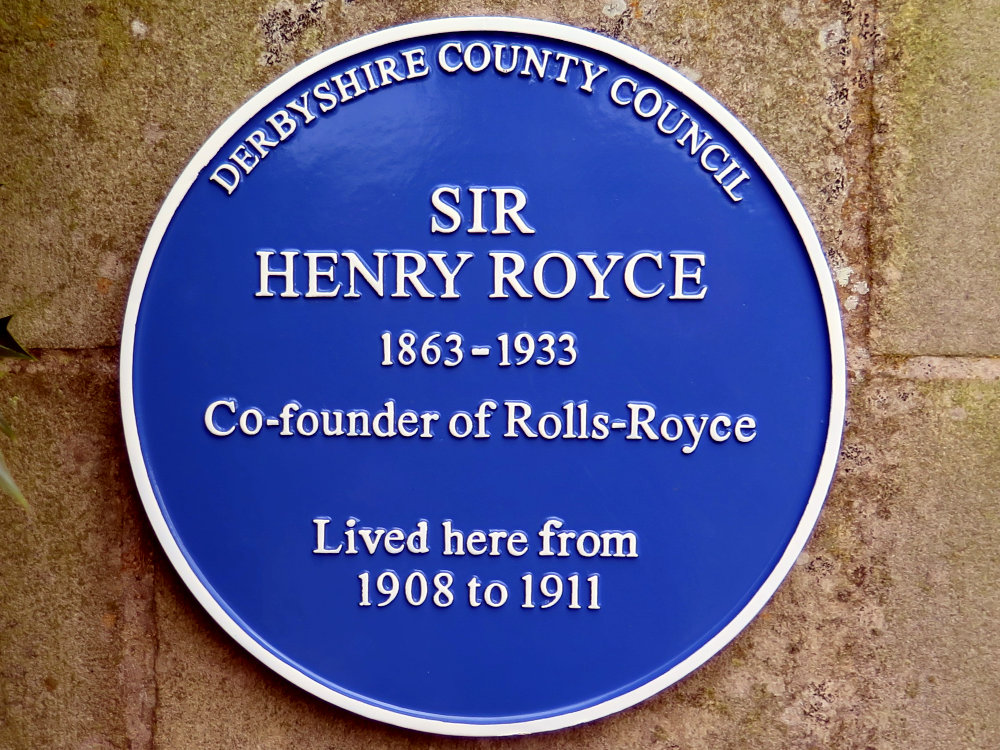
Royce's blue plaque in Quarndon, Derbyshire

Royce avled i sitt hus Elmstead i West Wittering. Hans kremerade kvarlevor begravdes ursprungligen under hans staty vid Rolls-Royce-verken i Derby, men 1937 fördes hans urna till församlingskyrkan i Alwalton, hans födelseplats.

## Partnerskap med Rolls

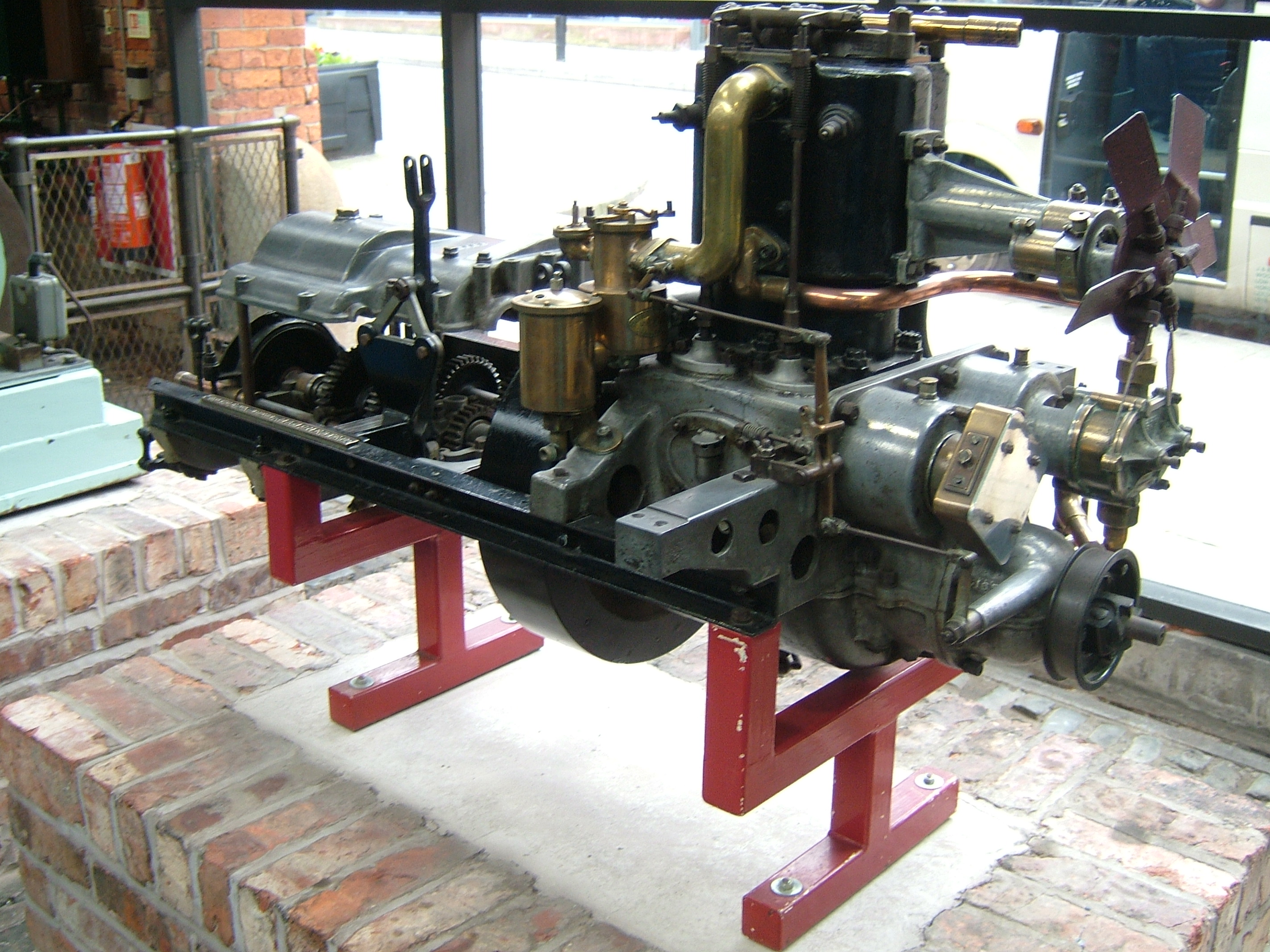
Motor och växellåda till Royces andra bil, nu i Museum of Science and Industry, Manchester

Efter en nedgång i handeln efter andra Boerkriget och uppkomsten av ökande konkurrens om kranar och generatorer från Tyskland och USA, började Royce betrakta bilen som en potentiell ny produkt för företaget. Med sin fascination för allt mekaniskt blev han alltmer fokuserad på bilar och köpte först, 1901, en liten De Dion och 1902 eller 1903 en 2-cylindrig Decauville av 1901-års modell. Denna uppfyllde inte hans höga krav och därför förbättrade han den först men bestämde sig sedan för att tillverka en egen bil som han gjorde i ett hörn av verkstaden 1904.
Det historiska mötet mellan Rolls och Royce skedde på Midland Hotel, Manchester, den 4 maj 1904. Trots att han föredrog 3- eller 4-cylindriga bilar var Rolls imponerad av den 2-cylindriga Royce 10 och i ett efterföljande avtal av den 23 december 1904 gick han med på att ta emot alla bilar Royce kunde göra. Dessa skulle vara 2-, 3-, 4- eller 6-cylindriga och skulle kallas Rolls-Royce.
Den första Rolls-Royce-bilen, Rolls-Royce 10 hk, avtäcktes på Parissalongen i december 1904. År 1906 formaliserade Rolls och Royce sitt partnerskap genom att skapa Rolls-Royce Limited, med Royce utsedd till chefsingenjör och arbetsdirektör med en lön på 1 250 pund per år plus 4 procent av vinsten över 10 000 pund. Royce tillhandahöll därmed den tekniska expertisen för att komplettera Rolls finansiella uppbackning och affärsmannaskap. År 1907 vann företaget priser för den tekniska tillförlitligheten hos dess bilar.
Samarbetet avslutades när Rolls dog 1910 i en krasch av hans Wright Flyer-flygplan.
Rolls-Royce Eagle var den första flygplansmotorn som utvecklades av Rolls-Royce Limited. Det introducerades 1915 för att möta brittiska militära behov under det första världskriget och visade sig vara en av endast två flygmotorer som kunde göras av de allierade utan vare sig produktionsproblem eller tekniska fel.
I oktober 1928 började Royce konstruera R-motorn när han gick med några av sina ledande ingenjörer på stranden i West Wittering och skissade idéer i sanden. Mindre än ett år senare satte "R"-motorn ett nytt världsrekord i flyghastighet på 557,7 miles per timme och vann Schneider Trophy 1929.
Efter fortsatta framgångar med "R" -motorn var det tydligt att de hade en motor som skulle vara användbar för Royal Air Force. Eftersom inget statligt stöd till en början kom, gick de i det nationella intresset vidare med utvecklingen av vad som kallades "PV-12"-motorn (står för Private Venture, 12-cylindrig). Tanken var att producera en motor med ungefär samma prestanda som "R", om än med en mycket längre livslängd. Royce lanserade PV-12 i oktober 1933 och motorn slutförde sitt första test 1934, året efter hans död. PV-12 blev Rolls-Royce Merlin-motorn.  

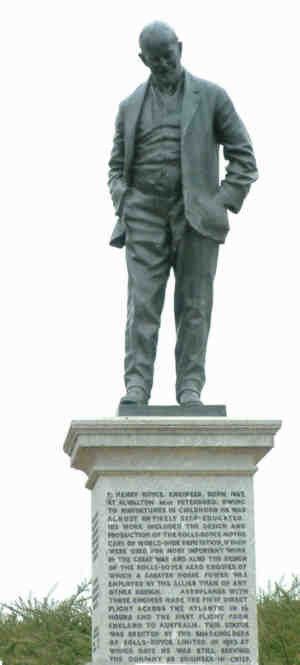
Staty av Sir Henry Royce, utanför företagets huvudkontor vid Moor Lane, Derby

## Utmärkelser och hedersbetygelser
- Officer av Brittiska imperieorden
- Baronet

[Redigera Wikidata]
År 1962 avtäcktes ett minnesfönster tillägnat hans minne i Westminster Abbey. Fönstret är en av en serie designad av Ninian Comper tillägnade minnet av framstående ingenjörer. Han är också ihågkommen i Royce Hall, studentboende vid Loughborough University.